# Liste des amendements de la Constitution des États-Unis
Cet article liste les amendements de la Constitution des États-Unis, ratifiés et non ratifiés, qui ont reçu l'approbation du Congrès des États-Unis. Vingt-sept amendements ont été ratifiés depuis la signature de la Constitution originelle, les dix premiers qui sont collectivement connus sous le nom de la Déclaration des Droits des États-Unis. La procédure d'amendement de la Constitution des États-Unis est régie par l'article V du texte original. Il y a eu de nombreuses autres propositions d'amendements à la Constitution des États-Unis présentés au Congrès, mais non soumis aux États.
Avant qu'un amendement puisse entrer en vigueur, il doit être proposé aux États par un vote aux deux tiers des deux chambres du Congrès ou par une convention convoquée par les deux tiers des États et ratifié par les trois quarts des États ou par trois quarts des conventions de celui-ci, la méthode de ratification étant déterminée par le Congrès au moment de la proposition. À ce jour, aucune convention pour proposer des amendements n'a été appelée par les États, et une seule fois — en 1933 pour la ratification du 21e amendement — la méthode de la convention de ratification a été employée.

## Amendements ratifiés
| num. | Amendements | Date de proposition | Date de promulgation | Texte Complet |
| ---- | --- | ------------------- | -------------------- | ------------- |
| 1er  | Protège la liberté d'expression, la liberté de religion, et la liberté de presse, ainsi que le droit de se réunir et de pétition. | 25 septembre 1789   | 15 décembre 1791     | Texte Complet |
| 2e   | Protège le droit des citoyens de posséder/porter des armes et de former une milice | 25 septembre 1789   | 15 décembre 1791     | Texte Complet |
| 3e   | Interdit le cantonnement forcé des soldats en temps de paix. | 25 septembre 1789   | 15 décembre 1791     | Texte Complet |
| 4e   | Interdit les perquisitions et saisies déraisonnables et énonce les dispositions relatives aux mandats de recherche fondée sur des motifs probables. | 25 septembre 1789   | 15 décembre 1791     | Texte Complet |
| 5e   | Énonce les règles de mise en examen par le grand jury et l'expropriation, protège le droit à une procédure régulière, interdit la double incrimination et autorise la non auto-incrimination.                                                                                                   | 25 septembre 1789   | 15 décembre 1791     | Texte Complet |
| 6e   | Protège le droit à un procès équitable, public (en) et rapide (en) par jury (en), y compris le droit d'être avisé des accusations (en), de confronter l'accusateur (en), d'obtenir des témoins et d'engager un avocat.                                                                          | 25 septembre 1789   | 15 décembre 1791     | Texte Complet |
| 7e   | Garantit le droit à un procès par jury (en) dans certaines affaires civiles, selon le droit commun. | 25 septembre 1789   | 15 décembre 1791     | Texte Complet |
| 8e   | Interdit les amendes ou cautionnement excessifs, ainsi que les peines cruelles et inhabituelles. | 25 septembre 1789   | 15 décembre 1791     | Texte Complet |
| 9e   | Protège les droits non énumérés dans la Constitution. | 25 septembre 1789   | 15 décembre 1791     | Texte Complet |
| 10e  | Limite les pouvoirs du gouvernement fédéral à ceux qui lui sont délégués par la Constitution. | 25 septembre 1789   | 15 décembre 1791     | Texte Complet |
| 11e  | Immunité des États contre les poursuites de citoyens de l'extérieur de l'État et des étrangers qui ne vivent pas au sein des frontières de l'État. Jette les bases de l'immunité souveraine | 4 mars 1794         | 7 février 1795       | Texte Complet |
| 12e  | Révise les procédures d'élection présidentielle | 9 décembre 1803     | 15 juin 1804         | Texte Complet |
| 13e  | Abolit l'esclavage et la servitude involontaire, sauf en tant que punition pour un crime | 31 janvier 1865     | 6 décembre 1865      | Texte Complet |
| 14e  | Définit la citoyenneté, contient les clauses de privilèges ou d'immunités (dont celle sur la sécurité juridique, dont découlait jadis le droit constitutionnel à l'avortement), la clause de procédure régulière, la clause de protection égale, et traite des questions d'après guerre civile. | 13 juin 1866        | 9 juillet 1868       | Texte Complet |
| 15e  | Interdit le déni du droit de vote fondé sur la race, la couleur, ou les conditions antérieures de servitude. | 26 février 1869     | 3 février 1870       | Texte Complet |
| 16e  | Autorise le Congrès à collecter un impôt sur le revenu. | 12 juillet 1909     | 3 février 1913       | Texte Complet |
| 17e  | Établit l'élection directe des sénateurs des États-Unis par vote populaire. | 13 mai 1912         | 8 avril 1913         | Texte Complet |
| 18e  | Établit la prohibition de l'alcool (abrogé par le vingt-et-unième amendement). | 18 décembre 1917    | 16 janvier 1919      | Texte Complet |
| 19e  | Établit le suffrage des femmes. | 4 juin 1919         | 18 août 1920         | Texte Complet |
| 20e  | Fixe les dates de début de mandat pour le Congrès (3 janvier) et le président (20 janvier) ; connu sous le nom de « lame duck amendment ». | 2 mars 1932         | 23 janvier 1933      | Texte Complet |
| 21e  | Abroge le dix-huitième amendement et interdit la violation des lois de l'État sur l'alcool. | 20 février 1933     | 5 décembre 1933      | Texte Complet |
| 22e  | Limite le président à deux mandats, soit un maximum de 8 ans : si un vice-président ne sert pas plus de la moitié du mandat d'un président, il peut être élu à deux autres mandats. | 24 mars 1947        | 27 février 1951      | Texte Complet |
| 23e  | Prévoit la représentation de Washington, D.C. dans le collège électoral. | 16 juin 1960        | 29 mars 1961         | Texte Complet |
| 24e  | Interdit la révocation du droit de vote en raison du non-paiement des impôts personnels. | 14 septembre 1962   | 23 janvier 1964      | Texte Complet |
| 25e  | Codifie le cas Tyler ; définit le processus de succession à la présidence. | 6 juillet 1965      | 10 février 1967      | Texte Complet |
| 26e  | Établit le droit de vote pour les citoyens de 18 ans ou plus. | 23 mars 1971        | 1er juillet 1971     | Texte Complet |
| 27e  | Empêche les lois touchant les salaires du Congrès de prendre effet avant le début de la session du Congrès suivante. | 25 septembre 1789   | 7 mai 1992           | Texte Complet |

## Amendements proposés

Seulement dix des douze amendements qui constituaient la « Bill of Rights » originale ont été ratifiés par les États de la fin du XVIIIe siècle, un autre a été ratifié deux siècles plus tard.

Six amendements ont été adoptés par le Congrès et proposés mais n'ont pas été ratifiés du fait d'un nombre insuffisant de parlementaires d'État. Quatre de ces modifications sont techniquement toujours en instance devant les législateurs d'État, un a expiré selon ses propres termes, et l'un a expiré par les termes de la résolution le proposant (bien que son expiration soit contestée).
| Amendement                                                              | Date de proposition | Statut | Sujet                                                      |
| ----------------------------------------------------------------------- | ------------------- | --- | ---------------------------------------------------------- |
| Amendement de répartition du Congrès                                    | 25 septembre 1789   | Toujours en instance devant les législateurs d'État | Répartition des représentants des États-Unis               |
| Amendement sur les titres de noblesse de la Constitution des États-Unis | 1er mai 1810        | Toujours en instance devant les législateurs d'État | Interdiction des titres de noblesse                        |
| Amendement Corwin                                                       | 2 mars 1861         | Toujours en instance devant les législateurs d'État | Préservation de l'esclavage                                |
| Amendement sur le travail des enfants                                   | 2 juin 1924         | Toujours en instance devant les législateurs d'État | Pouvoir du Congrès pour réglementer le travail des enfants |
| Amendement pour l'égalité des droits                                    | 22 mars 1972        | Expiré en 1979 ou 1982 (certains experts se contredisent), mais peut-être encore en mesure d'être ratifié puisque la date limite a été précédemment étendue et la date limite n'a pas été placée dans le texte de l'amendement. | Interdiction des inégalités entre hommes et femmes         |
| Amendement sur le droit de vote du District de Columbia                 | 22 août 1978        | Expiré en 1985 ; ne peut pas être reproposé puisque le délai était dans le texte de l'amendement. | Droit de vote dans le district de Columbia                 |